# Larry LaRocco
Larry LaRocco (Los Angeles, 25 agosto 1946) è un politico statunitense, membro della Camera dei Rappresentanti per lo stato dell'Idaho dal 1991 al 1995.

## Biografia
Originario della California, dopo gli studi LaRocco si arruolò nell'esercito e prestò servizio anche in Germania. Congedato con onore con il grado di capitano, LaRocco si trasferì nell'Idaho, dove lavorò come collaboratore del senatore Frank Church.
Nel 1982 si candidò alla Camera dei Rappresentanti come membro del Partito Democratico, ma perse le elezioni contro il repubblicano in carica Larry Craig. Nel 1986 si candidò per un seggio nella legislatura statale dell'Idaho, ma venne sconfitto da Jim Risch.
Nel 1990 Larry Craig lasciò la Camera per candidarsi al Senato, così LaRocco si candidò nuovamente per il suo seggio e questa volta riuscì a farsi eleggere deputato. Nel 1992 fu riconfermato con una percentuale di voto particolarmente elevata, considerata la tendenza repubblicana del suo distretto. Nel 1994 chiese un terzo mandato agli elettori, ma venne sconfitto dall'avversaria repubblicana Helen Chenoweth-Hage.
Nel 2006, dopo un lungo periodo di assenza dalla scena politica, LaRocco si candidò alla carica di vicegovernatore ma per la seconda volta nella sua vita fu sconfitto da Jim Risch. Due anni dopo i due si scontrarono nuovamente in una competizione elettorale, stavolta per la carica di senatore, e anche in questa occasione Risch prevalse su LaRocco.
Sposato con Chris Bideganeta, LaRocco è padre di due figli.